# Zohra Lampert
Pour les articles homonymes, voir Lampert.
Zohra Lampert est une actrice américaine née le 13 mai 1937 à New York, New York (États-Unis).

## Biographie

### Vie privée
Zohra Lampert est née à New York de parents immigrés juifs de Russie : Rachil Eriss, marchande de tissus et chapelière, et Morris Lampert, architecte et ferronnier.
Elle a étudié à la New York's High School of Music and Art, puis à l’Université de Chicago.
Elle s’est mariée avec l’acteur Bill Alton (en) en 1957 ; ils ont divorcé en 1958. Elle a épousé Jonathan Schwartz (en), animateur de radio américain, à New York en mars 2010.

## Filmographie
- 1954 : A Time to Live (série TV) : Greta Powers #1
- 1959 : Le Coup de l'escalier (Odds Against Tomorrow) : Girl in Bar
- 1960 : La Mafia (Pay or Die) : Adelina Saulino
- 1961 : Les Cavaliers de l'enfer : Helen Caldwell
- 1961 : La Fièvre dans le sang (Splendor in the Grass) : Angelina
- 1961 : Hey, Let's Twist : Sharon
- 1966 : L'Homme à la tête fêlée (A Fine Madness) d'Irvin Kershner : Evelyn Tupperman
- 1968 : Bye Bye Braverman : Etta Rieff
- 1969 : Some Kind of a Nut : Bunny Erickson
- 1969 : Where the Heart Is (série TV) : Ellie Jardin (1970-1971)
- 1971 : Let's Scare Jessica to Death : Jessica
- 1973 : Manhattan poursuite (The Connection) (TV) : Hannah
- 1973 : The Girl with Something Extra (série TV) : Anne
- 1975 : One of Our Own (TV) : Dr. Norah Purcell
- 1975 : Doctors' Hospital (série TV) : Dr. Norah Purcell
- 1977 : Mixed Nuts (TV) : Dr. Sarah Allgood
- 1977 : Opening Night : Dorothy Victor
- 1978 : Black Beauty (feuilleton TV) : Polly Barker
- 1978 : Lady of the House (TV) : Julia de Paulo
- 1979 : The Suicide's Wife (TV) : Sharon Logan
- 1980 : The Girl, the Gold Watch & Everything (TV) : Miss Wilma Farnham
- 1980 : Children of Divorce (Les Enfants du divorce) (TV)
- 1981 : The Girl, the Gold Watch & Dynamite (TV) : Wilma
- 1984 : The Cafeteria (TV) : Esther
- 1984 : Alphabet City : Mama
- 1984 : Ras les profs ! (Teachers) : Mrs. Pilikian
- 1985 : Izzy & Moe (TV) : Esther Einstein
- 1986 : Ladies of the Corridor (TV)
- 1989 : American Blue Note : Louise
- 1990 : Stanley et Iris (Stanley & Iris) : Elaine
- 1990 : L'Exorciste, la suite (The Exorcist III) de William Peter Blatty : Mary Kinderman
- 1992 : Alan & Naomi : Mrs. Liebman
- 1992 : Last Supper
- 1994 : The Last Good Time : Barbara
- 1999 : The Eden Myth : Alma Speck
- 2010 : Zenith (en)